# Derya Akyol
Derya Akyol (anhörenⓘ; * 23. Juli 2000 in Berlin), auch bekannt als Derya Flechtner, ist eine deutsch-türkische Synchronsprecherin, Hörspielsprecherin und Schauspielerin.

## Leben
Derya Akyol wuchs in Berlin auf und stand mit sechs Jahren das erste Mal im Synchronstudio. Seitdem sprach sie mehrere kleinere und größere Rollen, bis sie im Alter von 9 Jahren anfing, ihre ersten Hauptrollen einzusprechen.
2010 erhielt sie ihre erste Kinohauptrolle für den Film Ich – Einfach unverbesserlich, in welchem sie Dana Gaier als Edith ihre Stimme lieh. Es folgten weitere große Rollen wie in den Filmen Die Tribute von Panem – The Hunger Games, in dem sie die deutsche Stimme von Amandla Stenberg als Rue einnahm oder in Tomboy, in welchem sie in dem französischen Spielfilm als deutsche Sprecherin die Hauptrolle Laure/Michael übernahm. Außerdem hatte sie Rollen in Filmen wie z. B. Slender Man, Wir, Plötzlich Familie oder Ocean’s 8.
Zudem ist sie in verschiedenen Fernsehserien wie The Fosters, Fuller House, Hard Sun, Grey’s Anatomy, FBI, Criminal Minds oder Dragon Ball Super und in diversen Netflix-Produktion wie The Protector, Safe und BoJack Horseman zu hören. Auch bei Produktionen für Sky Deutschland, RTL+ und Prime Video ist sie als Sprecherin aktiv.
Als Synchronsprecherin leiht Akyol ihre Stimme Schauspielerinnen wie Isabela Moner, Amandla Stenberg, Izabela Vidovic, Galatéa Bellugi, Jenna Ortega, Storm Reid und Tamara Smart. 2012 war sie in der Rolle der Chloe in Weihnachten mit Holly zu hören.
Von 2019 bis 2023 studierte sie Schauspiel an der Filmuniversität Babelsberg Konrad Wolf.
Akyols Onkel ist der Schauspieler und Synchronsprecher Peter Flechtner. Ihr Bruder Till Flechtner ist ebenfalls Synchronsprecher.
Derya Akyol hatte als Schauspielerin Episodenrollen in der ZDF-Serie Dr. Klein sowie der deutschen Dramedy-Serie Sankt Maik für den Fernsehsender RTL und der RTL-Serie Der Lehrer als Party-Esra. Hörspielrollen hatte sie u. a. in „Das Nachtleben der Götter“ und „Und auf Erden Stille“.

## Synchronarbeiten (Auswahl)

### Filme
- 2010: Dana Gaier als Edith in Ich – Einfach unverbesserlich
- 2010: Jake Goodman als Coopers Sohn in R.E.D. – Älter, Härter, Besser
- 2011: Elleah Gipson als Documentary Twin in Jack und Jill
- 2012: Amandla Stenberg als Rue (Distrikt 11) in Die Tribute von Panem – The Hunger Games
- 2013: Angelina Pratap als Girl in Der große Schwindel
- 2014: Allee Stone als Nikki in Sharknado 2
- 2015: Galatéa Bellugi als Mélanie in Keeper
- 2015: Lucie Fagedet als Emma Legrand in Birnenkuchen mit Lavendel
- 2018: Nathanya Alexander als Veronica in Ocean’s 8
- 2018: Shai Lun Choo als kleines Mädchen in Maze Runner – Die Auserwählten in der Todeszone
- 2018: Zoe M. Colletti als Desiree in Skin
- 2018: Isabela Moner als Lizzy Viara in Plötzlich Familie
- 2018: Florence Pugh als Gwen in The Commuter
- 2018: Taylor Richardson als Lizzie Knudsen in Slender Man
- 2019: Bobby Bordley als Freddy in High Flying Bird
- 2019: India Ennenga als Dolores (jung) in The Irishman
- 2019: Elsie Fisher als Parker Needler in Die Addams Family
- 2019: Isabela Merced als Dora in Dora und die goldene Stadt
- 2019: Storm Reid als Ashley Radcliff in Don’t Let Go
- 2019: Shahadi Wright Joseph als Zora Wilson / Umbrae in Wir
- 2020: Ella Jay Basco als Cassandra Cain in Birds of Prey: The Emancipation of Harley Quinn
- 2020: Terrence Little Gardenhigh als Kareem in Coffee & Kareem
- 2020: Jenna Ortega als Phoebe in The Babysitter: Killer Queen
- 2021: Lia McHugh als Sprite in Eternals
- 2021: Olivia Scott Welch als Samantha Fraser in Fear Street – Teil 1: 1994
- 2021: Jona Xiao als junge Namaari in Raya und der letzte Drache
- 2022: Ava Morse als Miriam in Rot
- 2022: Elsie Fisher als Lila in Texas Chainsaw Massacre (2022)
- 2023: Storm Reid als Schwester Debra in The Nun II
- 2024: Maya Hawke als Zweifel in Alles steht Kopf 2
- 2024: Cailee Spaeny als Rain Carradine in Alien: Romulus
- 2024: Cree Cicchino als Daisy in Schlaft gut, ihr fiesen Gedanken

### Serien
- 2009: Alex Ferris als Henry Dunn als Kind in Harper’s Island
- 2011: Anna Clark als Samantha Buchanan in The Event (7 Folgen)
- 2014: Amandla Stenberg als Macey Irving in Sleepy Hollow (4 Folgen)
- 2014: Journee Brown als Janae (jung) in Orange Is the New Black (Folge Süße Verlockung)
- 2015: Cruz Rodriguez als Kind in Orange Is the New Black (Folge Furcht und andere Gerüche)
- 2015: Bryce Lorenzo als junges Mädchen in Orange Is the New Black (Folge Furcht und andere Gerüche)
- 2015–2019: Izabela Vidovic als Taylor Shaw in The Fosters
- 2016: Jena Skodje als Maddie Berman in Supernatural (Folge Nur in meiner Fantasie)
- 2016–2021: Nana Hamasaki als Kaya in Attack on Titan
- 2016–2021: Isabella Day als Emma in Superstore (8 Folgen)
- 2017–2019: Sofia Wylie als Buffy Driscoll in Story of Andi
- 2018: Izabela Vidovic als Isobel in iZombie (4 Folgen)
- 2018: Gracyn Shinyei als Naomi Gillen in Travelers – Die Reisenden (Folge Naomi)
- 2018: Voicu Dumitras als Cipi Matei in Hackerville
- 2018: Isabelle Allen als Carrie Delaney in Safe
- 2018: Ava Allan als Amanda Ciconi in Modern Family (Folge Es steht in den Sternen)
- 2018: West Duchovny als Maddy in Akte X – Die unheimlichen Fälle des FBI (Folge Der Kampf IV)
- 2018: Mellisa Vassell als Ingrid (jung) in Marvel’s Luke Cage (Folge The Creator)
- 2018: Haley Pullos als Rachel in Scorpion (Folge Das Leuchtturmwochenende)
- 2018: Helin Kandemir als Ceylan in The Protector (2 Folgen)
- 2018: Iris Mealor Olsen als Ida in Die Brücke – Transit in den Tod (7 Folgen)
- 2018: Tamara Smart als Hailey Hicks in Hard Sun (3 Folgen)
- 2018–2020: Elias Harger als Maxwell „Max“ Fuller in Fuller House (Staffel 4 und 5)
- 2018–2020: Aparna Nancherla als Hollyhock in BoJack Horseman
- 2018–2022: Yuli Lagodinsky als Irina Vasilieva in Killing Eve (6 Folgen)
- 2019: Sarah Blades als Wynnie Giles in Grey’s Anatomy (Folge Gemeinsam zerbrechen)
- 2019, 2024: Skyelar Wesley als Michelle Thompson in Criminal Minds (Folge Die Infektion) und für Mia Coleman als Harlow Voit
- 2019: Charlotte O’Leary als Tiffanja in The Witcher (1 Folge)
- 2019: Yukiyo Fujii als Haru in Dragonball Super (8 Folgen)
- 2019: Kristine Frøseth als Nola Kellergan in Die Wahrheit über den Fall Harry Quebert
- 2019: Ayaka Fukuhara als Tarou Misaki (Kind) in Captain Tsubasa
- 2019: Cooper Dodson als Dylan in Fear the Walking Dead (9 Folgen)
- 2020: Maaya Uchida als Bruder / Schwarze Katze in Akudama Drive
- 2020: Alina Boz als Eda (als Teenager) in Love 101
- 2020: Terrence Little Gardenhigh als Miles in Henry Danger (4 Folgen)
- 2020–2024: Terrence Little Gardenhigh als Miles in Danger Force
- 2020–2021: Tyla Harris als Jasmine Wallace in For Life
- 2020–2021: Xochitl Gomez (Staffel 1) und Kyndra Sanchez (Staffel 2) als Dawn Schafer in Der Babysitter-Club
- 2021–2024: Nika Futterman als Shaeeah Lawquane in Star Wars: The Bad Batch
- 2021–2023: Chiara Aurelia als Jeanette Turner in Cruel Summer
- 2021–2024: Michaela Dietz als Darryl McGee in Der Geist und Molly McGee
- 2021–2024: Alyvia Alyn Lind als Alexandra „Lexy“ Cross in Chucky
- 2021–2022: Ximena Lamadrid als Lucía Guzmán in Wer hat Sara ermordet?
- 2022–2024: Wolfgang Schaeffer als Lincoln Loud in Willkommen bei den echten Louds
- 2022–2024: Corinna Brown als Tara Jones in Heartstopper
- 2022–2023: Ruby Cruz als Prinzessin Kit Tanthalos in Willow

### Videospiele
- 2020: Assassin’s Creed Valhalla als Knut Gudmundsson
- 2023: Assassin’s Creed Mirage als Jasib
- 2024: Star Wars Outlaws als Kay Vess (jung)
- 2024: Overwatch 2 als Venture

## Filmografie (Auswahl)
- 2019: Dr. Klein (Fernsehserie, Folge Unter Verdacht)
- 2019: Sankt Maik (Fernsehserie, Folge Schluckauf im Hirn)
- 2020: Lena Lorenz (Fernsehreihe)
- 2021: Der Lehrer (Fernsehserie, Folge Vergessen Sie Ihre Hände nicht)
- 2022: Der Schiffsarzt (Fernsehserie)
- 2023: Käthe und ich: Verbotene Liebe (Fernsehreihe)
- 2024: Morden im Norden (Fernsehserie, Folge Unter der Gürtellinie)
- 2025: Euphorie (Fernsehserie)